# Alison Henrique Mira
Alison Henrique Mira (sinh ngày 1 tháng 12 năm 1995) là một cầu thủ bóng đá người Brasil.

## Sự nghiệp câu lạc bộ
Alison Henrique Mira đã từng chơi cho Shonan Bellmare.